# کنجی کیتاهارا
کنجی کیتاهارا (انگلیسی: Kenji Kitahara؛ زادهٔ ۱۰ مهٔ ۱۹۷۶) بازیکن فوتبال اهل ژاپن است.